# دوللي شاهين
دوللي شاهين هي مغنية وممثلة لبنانية من أم لبنانية وأب من أصول برازيلية، ولدت في (2 يوليو 1980) ب بمهريه، قضاء عاليه لبنان، اشتهرت بعد ظهور كليب أغنية مومو عيني لها في قناة ميلودي. هي عضوة مغنية في نقابة الفنانين المحترفين في لبنان.

## مسيرتها
درست الصحافة وتصميم الجرافيك والموسيقى، سافرت إلى لندن لدراسة الموسيقى والمسرح وهناك تعلّمت البيانو والعود. وبدأت حياتها المهنية في مجلة نسائية لبنانية. بدأت مسيرتها الفنية كمغنية، وكان أول ظهور لها من خلال فيديو كليب مومو عيني، وذلك بعد إطلاق أول ألبوم لها بعنوان ولا كل البنات. اقتحمت عالم التمثيل، بعد أن اكتشفها المخرج خالد يوسف، وقدمها للجمهور في الفيلم المصري ويجا، الذي كان بمثابة انطلاقتها الحقيقية في عالم التمثيل، حيث عرفها الجمهور من خلال تقديمها ذلك الدور. حصلت على لقب أفضل مطربة ممثلة في استفتاء بقناة art، قدمت برنامج مسابقات تليفزيونيًّا بعنوان مين بيقول الحق خلال شهر رمضان. تعرفت على زوجها المخرج اللبناني باخوس علوان، أثناء تصوير فيديو كليب أغنية جديد عليا، ولديها ابنة تدعى نور. حصلت على حكم قضائي بالطلاق من زوجها السابق سامي سليم، لتتزوج من باخوس علوان. شاركت بالتمثيل في التليفزيون اللبناني للمرة الأولى، من خلال مسلسل "لقاء" في عام 2011.

## اعتزالها الفن و الرجوع
أعلنت الفنانة «دوللي شاهين» على صفحتها الرسمية على موقع التواصل الاجتماعي فيسبوك، عن قرارها اعتزال الفن والتفرغ لتربية ابنتها والاهتمام بعائلتها. وقالت دوللي على صفحتها: «لقد قررت أن أعتزل الفن وأتفرغ لتربية ابنتي وعائلتي، لقد حاولت منذ بداياتي أن أقدم أعمالًا جيدة وعملت مع كبار الأساتذة، أصبت وأخطأت! لكني قدمت أفضل ما عُرض عليّ». كما أعلنت أنها ستترك الفن وتتجه لخدمة الدين، وقالت: «صوتي سيخدم الرب، وسأعود للترنيم في الكنيسة وخلف مذبح الرب». لكنها ذكرت نهاية 2016 أنها أرادت الاستراحة قبل العودة إلى الغناء في عام 2017 لإطلاق ألبوم «سندريلا».

## قصة إسلامها و رجوعها للمسيحية
ظهرت تقارير عن وجود وثيقة تعود لعام 2007، بينت تحولها للإسلام حتى تتمكن من طلاق زوجها المسيحي الماروني «سامي سليم». لكن دوللي نفت الخبر واصفة ياه بـ«الخطير» وأنها بقيت على دينها المسيحي.
ظهرت أخبار أخرى عام 2017 أنها أرادت التحول إلى الإسلام مرة أخرى للزواج من رجل أعمال مصري، وأنها كانت عادت إلى دينها الأصلي قبل زواجها الثاني. نفت دوللي الأخبار مرة أخرى بصورة مع الصليب خلفها.

## أعمالها

### فيديو كليبات
| اسم الأغنية   | المخرج        | إنتاج  | العام |
| ------------- | ------------- | ------ | ----- |
| مومو عيني     | مارك أبي راشد | ميلودي | 2005  |
| غير كل البنات | محمد سعيد     | مزيكا  | 2006  |
| عيزني أقولك   | مارك أبي راشد | مزيكا  | 2007  |
| نظرة وحدة     | أوليفر عجيل   | مزيكا  | 2007  |
| أنا جيت       | جاد صوايا     | مزيكا  | 2008  |
| جديد عليا     | باخوس علوان   | مزيكا  | 2009  |
| سنة سعيدة     | باخوس علوان   | مزيكا  | 2014  |
| نظراتو        | باخوس علوان   | مزيكا  | 2017  |
| لو عالفراق    | باخوس علوان   | مزيكا  | 2018  |

### ألبومات
- 2009: ولا كل البنات
- 2017: سندريلا

### الأفلام
- 2005: ويجا
- 2007: خمس نجوم
- 2007: الشياطين
- 2008: المش مهندس حسن
- 2008: نمس بوند
- 2009: بدون رقابة
- 2012: تيتة رهيبة
- 2013: تتح
- 2014: ظرف صحي

### المسلسلات
- 2009: أدهم الشرقاوي
- 2010: شريف ونص (ج2)
- 2014: المرافعة
- 2016: راس الغول

- 2022 : المماليك

### المسرحيات
- 2010: قطط الشوارع

### البرامج
- 2008: دارك
- 2012: حيلهم بينهم الصلح خير
- 2013: مين بيقول الحق
- 2012: السر
- 2014: لعبة الأجزخانة
- 2014: أحلى مسا
- 2015: سر حليمة
- 2015: Cash Or Splash
- 2015: رامز واكل الجو
- 2016: وش السعد
- 2017: بيع واشتري
- 2017: هاني هز الجبل
- 2019: هاني في الألغام

## وصلات خارجية
- دوللي شاهين على موقع IMDb (الإنجليزية)
- دوللي شاهين على موقع قاعدة بيانات الأفلام العربية
- دوللي شاهين على موقع قاعدة بيانات الفيلم (الإنجليزية)